# Servetto-Makhymo-Beltrami TSA
Servetto–Makhymo–Beltrami TSA (UCI holdkode: SER) er et professionelt cykelhold, der er baseret i Italien, og som konkurrerer i elite landevejsløb for kvinder.

## Holdet i 2018
| Trup 2018                           | Trup 2018         | Trup 2018                          | Trup 2018 |
| Rytter                              | Fødselsdag        | Seneste hold                       |           |
| ----------------------------------- | ----------------- | ---------------------------------- | --------- |
| Sara Casasola                       | 29. november 1999 |                                    |           |
| Mossana Debesai (26. apr.–31. dec.) | 25. november 1993 |                                    |           |
| Marika Depetris                     | 2. marts 1999     |                                    |           |
| Kseniya Dobrynina                   | 11. januar 1994   | Astana Women's Team (2016)         |           |
| Katja Jeretina                      | 23. maj 1997      |                                    |           |
| Francesca Marengo                   | 25. august 1999   |                                    |           |
| Argyro Milaki (23. feb.–15. jun.)   | 7. marts 1992     |                                    |           |
| Barbara Milone                      | 22. oktober 1983  |                                    |           |
| Rosalia Ortiz                       | 20. marts 1999    | Lointek (2017)                     |           |
| Jessica Parra                       | 10. august 1995   | Coldeportes-Zenú (2017)            |           |
| Anna Potokina                       | 18. juni 1987     | Lointek (2013)                     |           |
| Ana Sanabria                        | 2. maj 1990       | Bizkaia-Durango (2014)             |           |
| Paula Sanmartin                     | 16. maj 1997      |                                    |           |
| Femke Verstichelen                  | 22. marts 1984    | Bizkaia-Durango (2017)             |           |
| Aurora Gaio (5. sep.–31. dec.)      | 18. februar 1999  |                                    |           |
| Elena Novikova (5. sep.–31. dec.)   | 14. januar 1984   | Tre Colli-Forno d'Asolo ACS (2015) |           |
|                                     |                   |                                    |           |
| Kilde: UCI                          |                   |                                    |           |

### Sejre
| 1. maj   | Tour of Zhoushan Island II, 1. etape           | 2.2 | Argyro Milaki |
| 23. jun. | Græske mesterskab i landevejscykling for damer | NC  | Argyro Milaki |
| 12. okt. | Vuelta a Colombia Femenina, 3. etape           | 2.2 | Ana Sanabria  |
| 14. okt. | Vuelta a Colombia Femenina, Samlede stilling   | 2.2 | Ana Sanabria  |